# Croades Wends
La croada contra els wends fou una campanya militar del 1147, que sorgí paral·lelament a la Segona Croada, configurada bàsicament pel Regne d'Alemanya, part de l'Sacre Imperi, amb l'objectiu de convertir per la força els eslaus polabis (també dits eslaus de l'Elba o "wends"). Formaven part del col·lectiu anomenat wends: els obotrites, els ranis, els lútics, els wagris i els pomeranis, els quals vivien a l'est del riu Elba, un territori que coincidiria en l'actualitat amb el nord-est d'Alemanya i Polònia.
Les terres que habitaven els wends eren riques en recursos, cosa que fou fonamental en la motivació dels que participaren en la croada. El clima temperat de la zona propera a la mar Bàltica, afavoria l'agricultura i la ramaderia. Els animals d'aquesta regió tenien un pelatge abundant i eren molt valorats per la indústria de les pells i el cuir. Els que dominessin aquest territori costaner també estarien beneficiats per la bona pesca i el comerç marítim. Les terres dels wends eren atractives per l'abundor de recursos i la croada oferia l'oportunitat a les famílies nobles cristianes d'apoderar-se'n d'una part.
A començaments del segle xii, l'arquebisbe de Bremen i Magdeburg volia la conversió al cristianisme de les tribus d'eslaus de la rodalia, emprant mitjans pacífics. Durant la preparació de la Segona Croada cap a Terra Santa, a proposta de Bernat de Claravall, el papa feu una butlla en suport d'una guerra santa contra els eslaus. El líder eslau Niklot envaí preventivament Wàgria el juny del 1147 i això donà peu a l'inici de la croada aquell estiu. Aconseguiren molts bateigs forçats d'eslaus a Dobin, però foren rebutjats a Demmin. Un altre exèrcit croat marxà contra la ciutat cristiana de Stettin, des d'on es dispersaren.
Aquesta expedició croada, composta principalment per saxons i danesos, feu dels eslaus pagans un territori tributari i afermà el control alemany sobre Wàgria i Polàbia que foren colonitzades, però fou un fracàs pel que fa a la conversió immediata de la majoria de la població.

## Context
La dinastia otoniana donava suport a l'expansió cap a l'est del Sacre Imperi Romanogermànic, en els territoris habitats pels wends al segle x. Les campanyes del rei Enric l'Ocellaire i de l'emperador Otó el Gran portaren a la construcció de les ciutats frontereres fortificades (burgwards) per protegir les conquestes en les terres dels sòrabs. Els lloctinents d'Otó, el margravi Geró i Hermann Billung, avançaren cap a l'est i el nord respectivament i aconseguiren el vassallatge dels eslaus conquerits. Hi establiren bisbats a Meissen, Brandenburg, Havelberg i Oldenburg, els quals havien d'administrar el territori. Una majoria de tribus wends foren cristianitzades durant les conquestes alemanyes, però el 983 tornaren al paganisme quan una gran revolta eslava capgirà els guanys alemanys. Tot i que els burgwards permeteren als saxons mantenir el control sobre Meissen, no pogueren retenir Brandenburg i Havelberg. El riu Elba esdevingué llavors el límit oriental del domini alemany.
A començaments del segle xii, els arquebisbats de Bremen, Magdeburg i Gniezno cercaren la conversió dels eslaus pagans al cristianisme i enviaren destacats missioners: Vicelí, Norbert de Xanten i Otó de Bamberg (enviat a Pomerània per Boleslau III de Polònia). Mancats de suport durant la dinastia sàlia del Sacre Imperi, els prínceps saxons que volien establir-se en territori eslau, es trobaren incapaços de mantenir el domini sobre els seus vassalls. Els cristians, especialment els saxons del Holstein, i els pagans lluitaven els uns contra els altres al llarg del limes saxoniae, a causa dels tributs.
La idea d'una croada contra els wends s'originà en l'anomenada Carta de Magdeburg, enviada en data desconeguda, entre l'any 1107 i el 1110, en què un autor anònim feia una crida contra els wends. Aquesta carta manifestava que, com que els wends eren pagans, la lluita contra ells estava justificada i que la terra que ells habitaven era «el nostre Jerusalem». Aquest escrit no oferia, però, cap indulgència formal llevat de la salvació de l'ànima i posava molt d'èmfasi en l'adquisició de les seves terres. L'autor deia «Aquests gentils [pagans] són força malvats, però la seva terra és la millor, rica en carn, mel, cerelas i aus; i si estigués ben conreada cap altra se'n podria comparar per la riquesa dels seus productes. Així ho conten els que la'n coneixen. Per tant, grans afamats saxons, francesos, lorenesos i flamencs i conqueridors d'arreu del món, aquesta és una ocasió per vosaltres de salvar les vostres ànimes i, si voleu, adquirir millors terres per viure-hi.»
Entre els anys 1140-1143 els nobles del Holstein avançaren cap a l'est i establiren assentaments en les terres de la tribu pagana dels wagris. El comte Adolf II de Holstein i Enric de Badewide assumiren el control dels assentaments dels eslaus polabis del que més endavant seria Lübeck i Ratzeburg; i Vicelí fou nomenat bisbe d'Oldenburg. Adolf cercà la pau amb el cap de la confederació dels obotrites, Niklot, i encoratjà la colonització i evangelització entre els wagris.
La caiguda d'Edessa el 1144 impactà en la cristiandat i fou la causa que el papa Eugeni III i Bernat de Claravall prediquessin per la Segona Croada que havia de reforçar els estats croats. Mentre que molts alemanys del sud del país s'allistaren per anar a la croada de Terra Santa, els alemanys del nord no mostraren desig de participar-hi i comunicaren a Bernat, en una convocatòria de la dieta a Frankfurt el 13 de març del 1147, que anirien a lluitar contra els eslaus. Els wends eren vistos com una amenaça cap a la cristiandat perquè havien fet apostasia i això justificava la croada. Aquests raonaments arribaren al papa Eugeni III, el qual feu la butlla Divina dispensatione l'11 d'abril del 1147 amb què aprovava el pla. Eugeni III validava la promesa feta per Bernat que les mateixes indulgències dels croats del Llevant serien aplicades als que lluitessin contra els wends. Les indulgències consistien en un perdó total dels pecats. Els que s'hi allistaren foren principalment danesos, saxons i polonesos, però també alguns bohemis.
Mentre predicava, Bernat temia que els participants ho fessin només impulsats per la possibilitat d'adquirir guanys materials i, per tal de recordar-los el veritable objectiu els digué: «Prohibim completament que es pacti un acord amb aquesta gent, sigui quina sigui la raó, ni per diners ni a canvi de tributs, fins que arribi el moment en què amb la gràcia de Déu la seva religió o la seva nació siguin destruïdes», una condició que fou afegida a la butlla papal. La monarquia alemanya no prengué part en aquesta croada, sinó que fou comandada per famílies saxones coma ara els Ascani, els Wettin i els Schauenburg. Al legat papal Anselm de Havelberg se li confià el comandament general.

## La croada
Amoïnat per la participació d'Adolf II de Holstein en la croada, Niklot efectuà una invasió preventiva a Wàgria el juny del 1147, i assassinà els vilatans dels nous assentaments de colons flamencs i frisis, però això no dissuadí els croats sinó que donà el toc de partida l'estiu d'aquell any. Després d'expulsar els obodrites del seu territori, Adolf signà un tractat de pau amb Niklot. La resta de la croada anaren a atacar el fortí dels obodrites a Dobin i el dels lútics a Demmin.
Entre els atacants de Dobin estaven les tropes del danesos comandades per Canut V i Sven III, l'arquebisbe Adalbert II de Bremen, i el duc de Saxònia Enric el Lleó. Evitant batalles a camp obert, Niklot pogué defensar els territoris poblats dels aiguamolls de Dobin. Una tropa de danesos fou derrotada pels eslaus de Dobin i una altra tropa hagué de defensar la flota danesa dels atacs dels aliats de Niklot, els ranis de Rügen. Enric i Adalbert mantingueren en setge la ciutat de Dobin després de la retirada dels danesos. Mentre que alguns croats proposaven assolar la contrada, altres tenien problemes de consciència i deien: «No és la terra que devastem la nostra terra, i la gent contra els qui lluitem la nostra gent?» L'exèrcit saxó comandat per Enric el Lleó abandonà quan Niklot acceptà que els de la guarnició de Dobin es bategessin.
L'exèrcit saxó que atacà Demmin estava comandat per bisbes: el de Magúncia, Halberstadt, Münster, Merseburg, Brandenburg, Olmütz i el bisbe Anselm de Havelberg. Encara que l'objectiu principal era aconseguir la conversió dels pagans, molts d'ells també cercaven ampliar el territori de les seves diòcesis; l'abat Wibald de Corvey, per exemple, anava amb l'esperança d'annexar l'illa de Rügen. En la campanya de Demmin també hi participaren els margravis: Conrad de Meissen i Albert I de Brandenburg, que desitjaven ampliar les seves marques. El contingent enviat per la monarquia polonesa desitjava annexar el bisbat de Lebus. Amb l'atac a Magdeburg, Albert de Brandenburg recuperà Havelberg, perdut el 983 durant la revolta eslava. Els croats destruïren un temple pagà i el castell de Malchow. En veure que fallava el setge a Demmin, els margravis destinaren un contingent de croats a atacar la Pomerània central. Arribaren a la que antigament havia estat una ciutat cristiana, Szczecin, on els croats es dispersaren quan es trobaren amb el bisbe Adalbert de Pomerània i el duc cristià Ratibor I de Pomerània.

## Conclusió
Els resultats d'aquesta croada foren diversos. Per una banda, els saxons refermaren la seva possessió de Wagria i Polabia, encara que Niklot conservà el control de la terra dels obodrites a l'est de Lübeck. Els saxons rebrien tribut de Niklot, el qual permeté la colonització del bisbat de Havelberg i l'alliberament dels presos danesos. Tanmateix, les diferències entre els líders de la croada van fer que, en especial Canut i Sven, malfiessin els uns dels altres i s'acusessin de sabotejar la croada.
Segons Bernat de Claravall, l'objectiu de la croada era combatre els pagans eslaus «fins que arribi el moment en què per la gracia de Déu es convertissin o fossin eliminats.» En aquest sentit, la croada fou un fracàs perquè molts no es van convertir. També havia predicat que no es fessin pactes amb ells i es va arribar a un acord de pau amb Niklot mitjançant el pagament d'un tribut. De fet, les conversions que havien aconseguit eren només simbòliques, ja que els de Dobin aviat tornaren a les seves pràctiques paganes; Albert de Pomerània ho explicava així : «Si han vingut a reforçar la fe cristiana ... ho haguessin hagut de fer predicant i no amb les armes». No s'establí un clergat entre els wends, ni es traduí cap text cristià a la llengua dels wends. Sense cap institució cristiana entre els wends, les forçades conversions no es mantingueren. Els únics que sí que ho van fer van ser els danesos, els quals ocuparen l'illa de Rugen el 1168 i foren capaços de tornar a cristianitzar-la amb la construcció d'esglésies i permetent que el príncep Jaromit de Rugen romangués en el govern local en haver-se batejat.
La contrada de Mecklenburg i la Pomerània central fou assolada i quedà despoblada després del gran vessament de sang efectuat sobretot per les tropes d'Enric el Lleó. Helmold de Bosau escriví sobre les campanyes d'Enric que «no s'esmentà el cristianisme, sinó només els diners». Els eslaus perderen bona part dels seus mitjans de vida, cosa que limitaria la seva capacitat de resistència en el futur. D'aquesta manera, la croada podria considerar-se que fou un èxit, per l'annexió de terres dels eslaus i la colonització amb camperols alemanys i perquè fou l'inici d'una llarga croada contra els wends que duraria la resta del segle xii. En la dècada del 1160, la majoria dels wends vivien sota control dels saxons o dels danesos. Això no obstant, el 1180 quan Enric el Lleó i l'emperador Frederic I perderen interès, els danesos assumiren el control polític en la major part de la regió on s'havia efectuat la croada. La croada contra els wends tingué un impacte a llarg termini amb l'extensió de les colònies en la regió del Bàltic.